# فرودگاه لدزبریج (مرکر فیلد)
فرودگاه لدزبریج (مرکر فیلد) (به انگلیسی: Lethbridge (Mercer Field) Aerodrome) یک فرودگاه خصوصی است که یک باند فرود چمن دارد و طول باند آن ۷۹۲ متر است. این فرودگاه در کشور کانادا قرار دارد و در ارتفاع ۹۴۰ متری از سطح دریا واقع شده است.